# Norberto Pereira Marinho Neto
Norberto Pereira Marinho Neto, noto anche con lo pseudonimo di Norberto (Brumado, 19 luglio 1990), è un calciatore brasiliano, difensore del Villa Nova.

## Caratteristiche tecniche
È un terzino destro.

## Carriera
Il 3 maggio 2014 ha esordito in Série A disputando con il Coritiba l'incontro pareggiato 2-2 contro il San Paolo.